# Macarthuria
Macarthuria je jediný rod čeledi Macarthuriaceae vyšších dvouděložných rostlin z řádu hvozdíkotvaré. Jsou to byliny a keře se střídavými jednoduchými listy a bílými pravidelnými květy. Rod zahrnuje 9 druhů, které jsou všechny endemity Austrálie. Původně byl rod Macarthuria řazen do čeledi Molluginaceae, v roce 2014 byl na základě výsledků molekulárních studií přeřazen do nové čeledi Macarthuriaceae.

## Popis
Zástupci rodu Macarthuria jsou vytrvalé, většinou lysé byliny, polokeře a keře dorůstající výšky až 2 metrů. Stonek je tuhý, většinou s okrouhlým průřezem, výjimečně zploštělý nebo křídlatý. Listy jsou jednoduché, přisedlé nebo řapíkaté, střídavé, většinou lodyžní a nenahloučené v přízemní růžici, bez palistů. U některých druhů jsou listy redukované na šupiny. Květy jsou pravidelné, stopkaté, v úžlabních nebo vrcholových vrcholičnatých květenstvích, někdy redukovaných na jediný květ. Kalich je složen z 5 volných kališních lístků ve 2 kruzích. Koruna je bílá nebo smetanová, složená z 5 volných lístků, případně zcela chybí. Tyčinek je 8, nitky jsou na bázi srostlé v kroužek. Semeník obsahuje 3 komůrky, v každé jsou 1 až 3 vajíčka. Čnělka nese 3 bliznová ramena. Plodem je pouzdrosečná tobolka.

## Rozšíření
Rod zahrnuje 9 druhů. Je rozšířen výhradně v Austrálii. Celkem 5 druhů jsou endemity jihozápadní Austrálie, ostatní se vyskytují v severní nebo východní Austrálii.

## Taxonomie
Rod Macarthuria byl v minulosti řazen do čeledi Molluginaceae. Výsledky molekulárních analýz prokázaly, že tato čeleď je v klasickém pojetí parafyletická, a proto z ní byly v roce 2014 některé rody přeřazeny do nových čeledí. Mimo rodu Macarthuria se to týká rodu Kewa (Kewaceae, dříve součást rodu Hypertelis). V rámci systému APG se čeleď Macarthuriaceae poprvé objevuje ve verzi APG IV, vydané v roce 2016.